# Факултет
Факултет је једна радна јединица у саставу универзитета. Представља посебну високошколску установу, на којој се, кроз студије различитих области одређене научне дисциплине, полазник образује и која остварује академске студијске програме и развија научноистраживачки, стручни, односно уметнички рад у једној или више области. 
На крају свога школовања, као сертификат за успешан завршетак, факултет својим полазницима додељује дипломе, којима им гарантује одређено звање у изучаваној области науке. После положених испита и одбрањеног дипломског рада студенти званично завршавају студије.